# 森健一 (エンジニア)
森 健一（もり けんいち、1938年9月28日 - ）は、日本のコンピュータ科学者、技術者。工学博士（東京大学、1970年）。日本初の商品化されたワードプロセッサである東芝「JW-10」開発のグループリーダーなどの業績がある。

## 経歴
1938年（昭和13年）、東京生まれ。1957年、麻布高等学校卒。1962年、東京大学工学部応用物理学科を卒業。東京芝浦電気株式会社（現：東芝）に入社。同社の中央研究所（後の総合研究所）で文字認識の研究に従事。1967年、郵政省からの委託研究である「自動手書き郵便番号読み取り装置」を開発した。
続いて、自然言語処理の応用として見込みのある商品として日本語ワードプロセッサに着目。天野真家・河田勉・武田公人らからなる研究チームを率いた。同チームによるかな漢字変換他いくつかのキーポイントとなる発明により、1978年、JW-10は商品化された。

### 年譜
1971年 - 東京大学より工学博士「手書文字認識方式の研究」。
東芝の情報システム研究所長、取締役パーソナル情報機器事業本部長、常務取締役を歴任し、1999年（平成11年）、テック（現：東芝テック）株式会社取締役社長に就任。2003年（平成15年）相談役。
2004年（平成16年）、東京理科大学専門職大学院教授に着任。
2006年（平成18年度）、文化功労者として顕彰された。
2007年より、早稲田大学高等研究所 諮問委員会委員。
科学技術振興機構研究主監も務める。

## 受賞
- 1970年 特許庁長官賞、大河内記念技術賞
- 1992年 日本文化デザイン賞
- 1997年 高柳賞記念奨励賞
- 2003年 本田賞（本田財団）
- 2006年 文化功労者

## 著書
- 『図解ワードプロセッサ読本』オーム社、1982年
- 『パターン認識』（共著）、電子情報通信学会、1988年
- 『日本語ワープロの誕生』（共著）、丸善、1989年
- 『ワープロが日本語を覚えた日』三田出版、1990年
- 『技術者のためのマネジメント入門 生きたMOTのすべて』（共著）、日本経済新聞社、2006年
- 『MOTの達人 現場から技術経営を語る』（共著）、日本経済新聞出版社、2007年